# ガイウス・フラウィウス・フィンブリア
ガイウス・フラウィウス・フィンブリア（ラテン語: Gaius Flavius Fimbria、生没年不詳）は、紀元前2世紀後期・紀元前1世紀初期の共和政ローマの政治家。紀元前104年に執政官（コンスル）を務めた。

## 出自
フィンブリアはほとんど無名のプレブスであるフラウィウス氏族の出身であり、先祖に高位官職者がいないノウス・ホモ（新人）である。カピトリヌスのファスティの該当部分は欠落しており、父および祖父のプラエノーメン（第一名、個人名）は不明である。

## 経歴
フィンブリアの生年は不明である。しかし、カナダの歴史学者G. サムナーは、執政官に就任できるのは42歳からとするウィッリウス法を考慮して、フィンブリアの生年は紀元前147年以前としている。
現存する資料には、ノウス・ホモであるフィンブリアは、出世するに当たり大きな障害を克服することを余儀なくされたことが記されている。キケロによると、「ノビレス（新貴族）とは異なり、大変な努力をし、大きな反対に直面し、娯楽を楽しむこともなく、ようやく名誉を手に入れた」。フィンブリアはまず護民官を務め、さらにアエディリス（按察官）選挙に立候補したが落選した。しかし、遅くとも紀元前107年までにはプラエトル（法務官）を務め、紀元前104年には執政官に就任する。同僚は二度目の執政官となるガイウス・マリウスで、執政官が二人共にノウス・ホモであるのは前年に続いて二度目であった。
執政官としてのフィンブリアの業績は何も知られていない。執政官任期満了後に、何れかの属州の総督を務めたと思われる。その後、おろらくは属州での行動に関して、マルクス・グラティディウスから告訴された。この裁判には、当時最も有能で有力な政治家の1人とされていたマルクス・アエミリウス・スカウルスが証人となったが、判決は無罪であった。紀元前100年12月、ポプラレス（民衆派）の護民官ルキウス・アップレイウス・サトゥルニヌスの改革に反対した元老院議員の一人であった。サトゥルニヌスが対立候補を殺害したことをきっかけに、元老院は「セナトゥス・コンスルトゥム・ウルティムム（元老院最終布告）」を出す。決戦前夜にサンクスの神殿と国の武器庫からローマの民衆に武器が与えられた。キケロは、その場に現れた元執政官の一人としてフィンブリアを挙げている。
フィンブリアは紀元前91年以前に死去してる。

## 知的活動
フィンブリアは、弁護人として法廷に立つことが多かった。キケロによると、「いわば。辛辣な毒舌家で全般的に激しやすいタイプであるため、残忍な弁護人と思われていた。しかし、その心配りや道徳心と高潔な生き方は元老院の中では高い評価を得た。また、市民法にも詳しく、話し方は性格と同じく率直で遠慮がなかった」としている。また、「生き生きとした弁論」が行えた。キケロは子供の頃に、フィンブリアの演説原稿を読んでいたが、紀元前46年に『ブルータス』が書かれた頃には、これらの作品はすでに入手困難になっていた。

## 子孫
フィンブリアの息子たちは、ローマ内戦ではマリウス派に属していたと考えられる。その一人ガイウスは第一次ミトリダテス戦争にレガトゥス（副司令官）として参加するが、軍がスッラに味方した際に自決している。もう一人はガイウス・ノルバヌスの下で戦ったが、紀元前82年にプブリウス・トゥッリウス・アルビノウァヌスの裏切りで殺害された。

## 参考資料

### 古代の資料
- カピトリヌスのファスティ
- マルクス・トゥッリウス・キケロ『ブルトゥス』
- マルクス・トゥッリウス・キケロ『弁論家について』
- マルクス・トゥッリウス・キケロ『ウェッレース弾劾』
- マルクス・トゥッリウス・キケロ『ガイウス・ラビリウス弁護』

### 研究書
- Korolenkov A., Smykov E. Sulla. - M .: Molodaya gvardiya, 2007 .-- 430 p. - ISBN 978-5-235-02967-5 .
- Broughton R. Magistrates of the Roman Republic. - New York, 1951. - Vol. I. - P. 600.
- Münzer F. Flavius 86 // Paulys Realencyclopädie der classischen Altertumswissenschaft . - 1909. - Bd. Vi. - Kol. 2598.
- Münzer F. Flavius 87 // Paulys Realencyclopädie der classischen Altertumswissenschaft . - 1909. - Bd. Vi. - Kol. 2598-2599.
- Münzer F. Flavius 88 // Paulys Realencyclopädie der classischen Altertumswissenschaft . - 1909. - Bd. Vi. - Kol. 2599-2601.
- Sumner G. Orators in Cicero's Brutus: prosopography and chronology. - Toronto: University of Toronto Press, 1973 .-- 197 p. - ISBN 9780802052810 .

| 公職                                                                     | 公職                                           | 公職                                                           |
| ------------------------------------------------------------------------ | ---------------------------------------------- | -------------------------------------------------------------- |
| 先代 グナエウス・マッリウス・マクシムス プブリウス・ルティリウス・ルフス | 執政官 同僚：ガイウス・マリウス II 紀元前104年 | 次代 ガイウス・マリウス III ルキウス・アウレリウス・オレステス |